# سانت هلنز
سانت هلنز هي بلدة، في المملكة المتحدة، تقع في Metropolitan Borough of St Helens ‏ ، وهي عاصمتها، بلغ عدد سكانها 102,629 نسمة وذلك حسب إحصائيات سنة 2001.

## الموقع
تشترك في الحدود مع:
- وارينغتون.

## مدن توأم
المدن التوأم:
- شتوتغارت (منذ 1948)
- تشالون سور ساون.

## أعلام
- تومي تايلور
- اريك مور
- ألف هانسون
- روي روبنسون
- جون وليام دريبر
- دايفيد ييتس
- بيل فولكيس
- جون كونيلي
- اريك أشتون
- إيما ريجبي